# Macleania smithiana
Macleania smithiana är en ljungväxtart som beskrevs av J.L. Luteyn. Macleania smithiana ingår i släktet Macleania och familjen ljungväxter. Inga underarter finns listade i Catalogue of Life.